# Annelie Wallin
Annelie Wallin, född 16 maj 1962, är en svensk konstnär.

## Biografi
Annelie Wallin utbildade sig vid Nyckelviksskolan i Stockholm 1984–1985, Idun Lovéns konstskola 1985–1987, och Kungl. Konsthögskolan i Stockholm 1989–1994.
Annelie Wallin slog igenom som konstnär på 1990-talet med en rad uppmärksammade installationer där hon byggde monumentala skulpturer av vardagliga föremål som bord och skåp. Frågor om identitet var ett centralt tema i hennes tidiga konstnärskap och hon utforskade här traditionella material som diabas och brons, samtidigt med mer obeständiga material som fil, kaffe och vax. Under 2000-talet handlar många av Wallins verk om den konstnärliga processen, där verken ofta har en performativ karaktär och konstnärens arbete dokumenteras och kartläggs i en diskussion om materialitet och värde, som i verket ”Kalender 2006”. Från 2010-talet blev hennes konst alltmer relationell och aktivistisk, genom att hon tog med sitt sedan länge starka miljöengagemang in i konstens rum. Genom en rad aktioner i det offentliga rummet undersökte hon gränserna för ägande, individens frihet och kollektivt ansvar. I hennes senare arbete har naturen bokstavligen invaderat gallerirummet, och blivit ett centralt material; en mykologisk process, som metodiskt slingrande, växer, böljar och lever.
En viktig del av hennes konstnärskap är konst i det offentliga rummet, här blandar hon olika material, från klassiska skulpturer i sten, brons och betong som i hennes utsmyckning ”Mötesplats” (2011–2012) för Solna stad, till mer tekniskt komplexa ljusskulpturer som ”Ikaros Vingar” i Idrottshuset i Jönköping, och"Strömmar” i kvarteret Åsikten1 i Uppsala..  Hon har även genomfört en rad offentliga konstaktioner i samverkan med allmänheten som "Solrosfält i Huvudsta"(2012) och "Dela trädgård"  i Anderstorp (tillsammans med Malin Lobell 2014 –2016). Hennes verk finns även representerade på en rad offentliga institutioner, och hon har ställt ut flitigt i Sverige och internationellt.
Annelie Wallin har varit gift med civilingenjör Bo Bergman. De har två söner tillsammans. Hon har även varit aktiv i det konstnärsdrivna galleriet ID:I galleri.